# Чемпионат мира по конькобежному спорту на отдельных дистанциях 2024 — командная гонка (мужчины)
Соревнования в командной гонке среди мужчин на чемпионате мира по конькобежному спорту на отдельных дистанциях 2024 года прошли 16 февраля на катке «Олимпийский овал Калгари», Калгари, Канада.

## Результаты
| Место | Страна                                                             | Время   | Отставание |
| ----- | ------------------------------------------------------------------ | ------- | ---------- |
| 1     | Италия · Андреа Джованнини · Давиде Гьотто · Микеле Мальфатти      | 3.35,00 |            |
| 2     | Норвегия · Сандер Эйтрем · Педер Конгсхёуг · Сверре Лунде Педерсен | 3.36,07 | +1,07      |
| 3     | Канада · Коннор Хоу · Антуан Желина-Больё · Хейден Майер           | 3.36,72 | +1,72      |
| 4     | США · Кейси Доусон · Эмери Леман · Итан Сепуран                    | 3.38,64 | +3,64      |
| 5     | Нидерланды · Крис Хёйзинга · Марсел Боскер · Беау Снеллинк         | 3.40,50 | +5,50      |
| 6     | Бельгия · Ясон Сюттелс · Индра Мегард · Барт Свингс                | 3.40,79 | +5,79      |
| 7     | Китай · Ван Шуайхань · У Юй · Сунь Чуаньи                          | 3.45,23 | +10,23     |
| 8     | Франция · Тимоти Лубино · Матье Беллуар · Валентин Тибо            | 3.46,15 | +11,15     |